# Tama Tonga
Alipate Aloisio Leone (Nukualofa, Tonga; 15 de octubre de 1982) es un luchador profesional tongano más conocido bajo el nombre de Tama Tonga. Leone trabaja actualmente en WWE en la marca SmackDown y anteriormente estuvo en la empresa New Japan Pro-Wrestling (NJPW) y el Consejo Mundial de Lucha Libre (CMLL). Fue uno de los fundadores del grupo Bullet Club junto con Prince Devitt, Doc Gallows, Karl Anderson y Bad Luck Fale.  
Tonga ha sido una vez Campeón de Peso Abierto NEVER, siete veces Campeón en Parejas de la IWGP, dos veces Campeón Mundial en Parejas del CMLL con El Terrible (en una ocasión) y Rey Bucanero (en una ocasión), una vez Campeón Mundial en Parejas de ROH con Tanga Loa (en una ocasión), cuatro veces Campeón en Parejas 6-man NEVER de Peso Abierto con Bad Luck Fale y Tanga Loa (en dos ocasiones), con Yujiro Takahashi (en una ocasión) y con Taiji Ishimori y Tanga Loa (en una ocasión).
Leone es también el tercer luchador en ganar títulos en ROH, CMLL y NJPW después de Rocky Romero y Matt Taven. El  12 de abril de 2024 apareció atacando a Jimmy Uso para aliarse a Solo Sikoa en the Bloodline. El viernes 19 de abril  ataca a Kevin Owens en Smackdown. 

## Primeros años
Leone y su hermano menor, Taula, fueron adoptados por su tía materna y su esposo, el luchador proesional Tonga Fifita, más conocido como Haku o Meng, de su isla natal de Tonga, mientras visitaban en 1991.
Lo llevaron de vuelta a Poinciana, Florida, donde creció con su primo biológico y hermano adoptivo, compañero de lucha profesional Tevita, y su hermana mayor, Vika. 
Después de graduarse de la escuela secundaria Poinciana High School, se unió a la Fuerza Aérea de los Estados Unidos y estuvo estacionado durante seis años en la Base de la Fuerza Aérea Whiteman, sirviendo como mecánico B-2 Spirit. Al mismo tiempo, su hermano Tevita estaba jugando fútbol americano universitario con los Mineros de UTEP. Durante una llamada telefónica en 2004 decidieron que se convertirían en luchadores profesionales una vez que hubieran terminado sus obligaciones respectivas tres años después.

## Carrera

### Inicios (2008-2010)
En enero de 2008, los hermanos se acercaron a los Dudley Boyz para usar el ring que tenían en la escuela de entrenamiento Team 3D Academy of Professional Wrestling y Sports Entertainment que operaban en Kissimmee, Florida. No se unieron a la escuela en ese momento, ya que estaban siendo entrenados directamente por su padre y Ricky Santana, un amigo de la familia. Para practicar con más frecuencia, eventualmente se unieron a la Academia propiamente dicha y fueron parcialmente entrenados por Bubba Ray Dudley y D-Von Dudley.
Los hermanos hicieron su debut profesional en noviembre de 2008, luchando como un equipo de etiqueta bajo el nombre The Sons of Tonga (haciendo referencia a su padre) en Southern Championship Wrestling (Florida). Continuaron luchando bajo el mismo nombre en World Xtreme Wrestling (WXW) World Wrestling Council (WWC) de Puerto Rico hasta principios de 2009. También en noviembre de 2008, tomaron parte en un campamento de prueba de WWE, dos meses después les dijeron que la compañía le ofrecería un contrato a Tevita (más tarde aparecería en la televisión como Camacho) mientras que Alipate no lo haría.

### New Japan Pro-Wrestling (2010-2019)

#### 2010-2012
Leone fue a Japón en 2010, inicialmente asistió a New Japan Pro-Wrestling (NJPW) para entrenar, impresionó lo suficiente como para ser contratado por la compañía. Hizo su debut NJPW en mayo de 2010 bajo el nombre de "Tama Tonga". Tonga fue uno de los dieciséis luchadores que compitieron en el torneo Best of the Super Juniors 2010. Derrotó a Nobuo Yoshihashi, y Akira, pero perdió ante Ryusuke Taguchi, Fujita Hayato, Kenny Omega, Koji Kanemoto, y Taiji Ishimori, terminando con cuatro puntos, penúltimo de su grupo.
Se unió a Hirooki Goto para competir en el torneo G1 Tag League 2010. que significa que terminaron cuartos en su grupo con cuatro puntos. Él también entró en 2011 G1 Tag League tournament, esta vez haciendo equipo con Strong Man. Tuvo menos éxito que el año anterior con una victoria solitaria sobre el equipo del King Fale / Yuji Nagata, y derrotas contra los otros equipos.

### Consejo Mundial de Lucha Libre (2012-2013)
En septiembre de 2012, se anunció que Tonga viajaría a México a partir del 10 de octubre de 2012 y trabajaría para la promoción de socios de NJPW, el Consejo Mundial de Lucha Libre (CMLL). Su primer combate para CMLL lo vio participar en la versión 2012 del torneo Leyenda de Azul de CMLL. La lucha fue por eliminatorio de 16 hombres torneo cibernético, del cual Tonga fue eliminado cuando Atlantis y Shocker lo emparejaron por equipos.
El 13 de noviembre, Tonga y El Terrible ganó el Campeonato Mundial en Parejas del CMLL de Atlantis y Diamante Azul. Tonga siguiente llegó a la final de La Copa Junior (2012), en donde, el 14 de diciembre, que fue derrotado por La Sombra en el evento principal de Sin Piedad.
El 7 de abril, Tonga y El Terrible defendieron con éxito el Campeonato Mundial en Parejas del CMLL contra La Máscara y Valiente en el evento Invasion Attack de New Japan. El 5 de julio, Tonga y El Terrible perdieron el Campeonato Mundial en Parejas del CMLL ante Hiroshi Tanahashi y Jushin Thunder Liger. Tonga recuperó el título de Tanahashi y Liger el 14 de septiembre con su nuevo compañero Rey Bucanero. Tonga regresó a CMLL con Bucanero a principios de octubre.
El 18 de octubre, Tonga y Bucanero fueron despojados del Campeonato Mundial de Parejas CMLL cuando no pudieron defender el título contra La Máscara y Rush debido a que Bucanero fue dejado fuera por una lesión. Tonga permaneció en CMLL hasta el final del año.

### WWE (2024-presente)
Después de muchos rumores, Tonga hizo su sorpresivo debut en SmackDown el 12 de abril, como nuevo integrante de The Bloodline atacando a Jimmy Uso bajo las órdenes de Solo Sikoa, expulsando a Jimmy del grupo.

## Campeonatos y logros
- Consejo Mundial de Lucha Libre

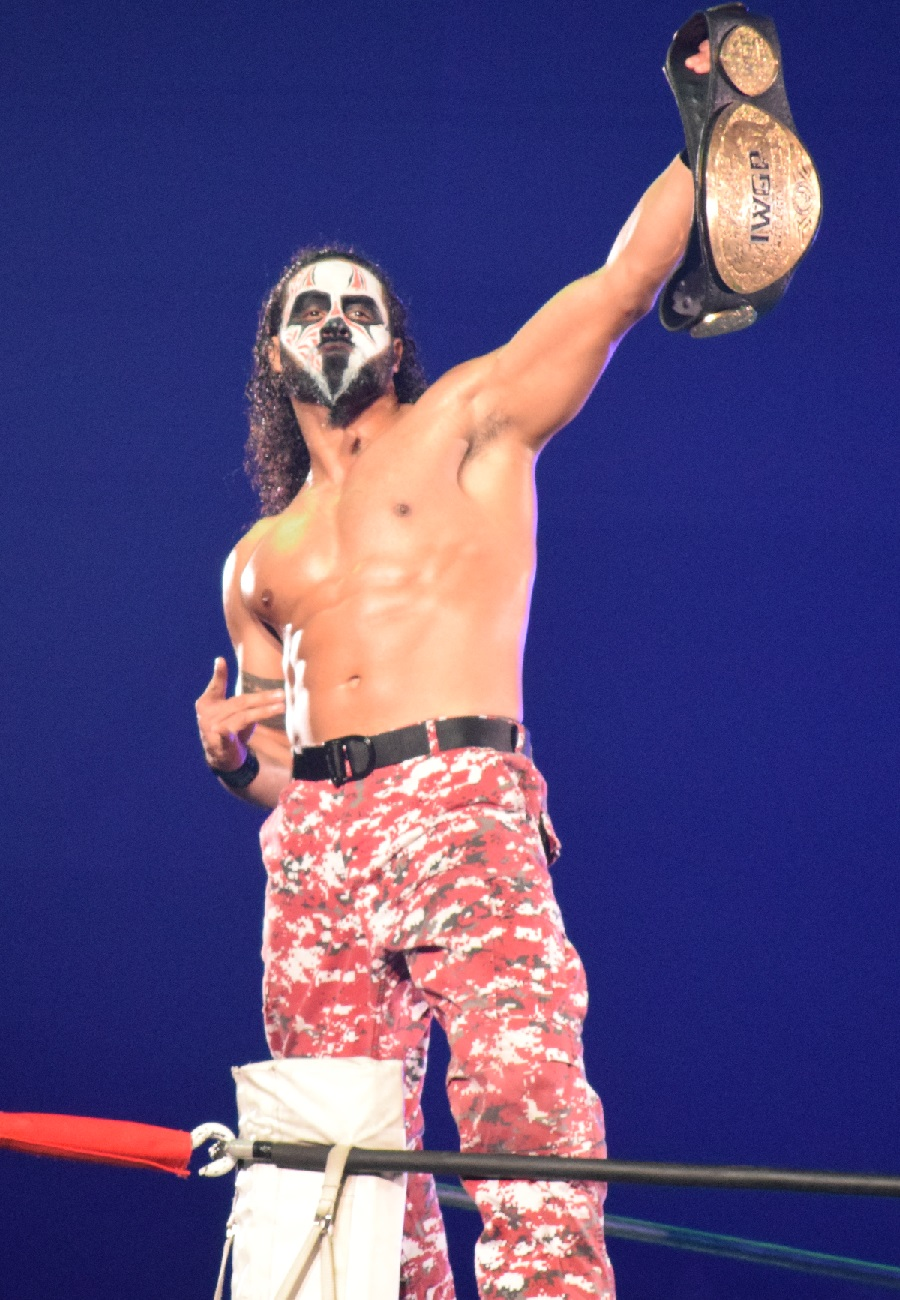
Tonga como Campeón en Parejas de la IWGP.

  - Campeonato Mundial en Parejas del CMLL (2 veces) – con El Terrible (1), y Rey Bucanero (1)

- Jersey Championship Wrestling
  - JCW Championship (1 vez)[4]

- New Japan Pro-Wrestling
  - IWGP Tag Team Championship (7 veces) – con Tanga Loa
  - NEVER Openweight Championship (4 veces)
  - NEVER Openweight 6-Man Tag Team Championship (4 veces) - con Bad Luck Fale & Yujiro Takahashi (1), Bad Luck Fale & Tanga Loa (2), y Taiji Ishimori & Tanga Loa (1)
  - World Tag League (2020) - con Tanga Loa

- Ring of Honor
  - ROH World Tag Team Championship (1 vez) – con Tanga Loa

- World Wrestling Council
  - WWC World Tag Team Championship (1 vez) – con Idol Stevens

- World Xtreme Wrestling
  - WXW Television Championship (1 vez)[5]

- World Wrestling Entertainment
  - WWE Tag Team Championship (1 vez) – con Jacob Fatu & Tonga Loa

- Pro Wrestling Illustrated
  - Situado en el Nº298 en los PWI 500 de 2013[6]
  - Situado en el Nº299 en los PWI 500 de 2016[7]
  - Situado en el Nº132 en los PWI 500 de 2017[8]